# Hymn Fryzji
De âlde Friezen (starzy Fryzowie) – hymn narodowy Fryzów i hymn regionalny holenderskiej prowincji Fryzja.
Tekst napisał fryzyjski pisarz dr Eeltsje Halbertsma (1797-1858). W 1875 skomponowano do niego melodię. 

## Tekst
Frysk bloed tsjoch op! Wol no ris brûze en siede,
en bûnzje troch ús ieren om!
Flean op! Wy sjonge it bêste lân fan d'ierde,
it Fryske lân fol eare en rom.
Refren (2x)
Klink dan en daverje fier yn it rûn,
Dyn âlde eare, o Fryske grûn!
Hoe ek fan oermacht, need en see betrutsen,
oerâlde, leave Fryske grûn,
Nea waard dy fêste, taaie bân ferbrutsen,
dy't Friezen oan har lân ferbûn.
Refren (2x)
Fan bûgjen frjemd, bleau by 't âld folk yn eare,
syn namme en taal, syn frije sin;
Syn wurd wie wet; rjocht, sljocht en trou syn leare,
en twang, fan wa ek, stie it tsjin.
Refren (2x)
Trochloftich folk fan dizze âlde namme,
wês jimmer op dy âlders great!
Bliuw ivich fan dy grize, hege stamme,
in grien, in krêftich bloeiend leat!
Refren (2x)